# Schal (Kreis)
Schal (persisch شال [ʃɑl]) ist ein Kreis im Verwaltungsbezirk Buinzahra in der iranischen Provinz Qazvin.

## Bevölkerung
Im Kreis Schal leben 23.572 Einwohner, verteilt auf 6373 Familien (Stand 2011).

## Gliederung
Der Kreis Schal gliedert sich in eine Stadt, Schal, und zwei Landkreise, Zeynabad und Ghalehaschem.